# From Her to Eternity
From Her to Eternity je první studiové album rockové skupiny Nick Cave and the Bad Seeds, vydané v červnu 1984 u vydavatelství Mute Records. Nahráváno bylo nejprve od září do října 1983 a následně v březnu 1984. Jeho producentem byl Flood. Název alba je kalambúrem jména amerického románu Jamese Jonese From Here to Eternity.

## Seznam skladeb
| Pořadí | Název                | Autor                                                            | Délka |
| ------ | -------------------- | ---------------------------------------------------------------- | ----- |
| 1.     | Avalanche            | Leonard Cohen                                                    | 5:13  |
| 2.     | Cabin Fever!         | Nick Cave, Blixa Bargeld                                         | 6:11  |
| 3.     | Well of Misery       | Cave                                                             | 5:25  |
| 4.     | From Her to Eternity | Cave, Bargeld, Anita Lane, Hugo Race, Barry Adamson, Mick Harvey | 5:33  |
| 5.     | Saint Huck           | Cave                                                             | 7:22  |
| 6.     | Wings Off Flies      | Cave, Peter Sutcliffe, Jim Thirlwell                             | 4:06  |
| 7.     | A Box for Black Paul | Cave                                                             | 9:42  |

## Obsazení
- Nick Cave – zpěv, varhany, harmonika
- Blixa Bargeld – kytara, doprovodné vokály
- Hugo Race – kytara, doprovodné vokály
- Barry Adamson – baskytara, doprovodné vokály
- Mick Harvey – bicí, klavír, vibrafon, doprovodné vokály